# Association Sportive Tiare Tahiti
O Association Sportive Tiare Tahiti é um clube de futebol da comuna de Afareaitu, na ilha de Moorea, na Polinésia Francesa. Atualmente disputa a Tahiti Ligue 1. O nome do clube é uma referência à Gardénia do Tahiti (Gardenia tahitensis), a flor nacional da Polinésia Francesa. O clube entrou na elite do futebol taitiano após vencer a liga regional em 2017-18.

## Títulos
- Ligue 2 Moorea: 2017–18